# Борисково (Волоколамський район)
Борисково  (рос. Борисково) - присілок, підпорядкований місту Волоколамську Московської області Російської Федерації.
Муніципальне утворення — Волоколамський міський округ. Населення становить 1 особу (2013).

## Історія
З 14 січня 1929 року входить до складу новоутвореної Московської області. Раніше належало до Волоколамського повіту Московської губернії. Належало до Волоколамського району до його ліквідації 9 червня 2019 року.
У 2006-2019 роках органом місцевого самоврядування було сільське поселення Теряєвське. Сучасне адміністративне підпорядкування з 2019 року.

## Населення
| 1852 | 1859 | 1886 | 1890 | 1899 | 1926 | 2002 |
| ---- | ---- | ---- | ---- | ---- | ---- | ---- |
| 82   | ↗84  | ↗98  | ↗118 | ↘92  | ↗128 | ↘3   |
| 2006 | 2010 |      |      |      |      |      |
| ↘0   | ↗1   |      |      |      |      |      |